# Zakon pet klasova
Zakon pet klasova je bio sovjetski zakon. Vrhunac planiranog genocida u holodomoru. Po ovom je zakonu, već do iznemoglosti izgladnjenim ukrajinskim seljacima, koji nisu smjeli niti mogli napustiti izgladnjena područja, bilo je zabranjeno pabirčiti nakon žetve na kolhozima, a onome kod kojega je nađeno više od pet klasova, na mjestu je bio strijeljan.

## Vanjske poveznice
- Таємна Інструкція Верховного Суду, Прокуратури та ОГПУ СРСР про застосування Постанови від 7 серпня 1932[neaktivna poveznica] (rus.) Наразі цей даний матеріал вилучено із сайту СБУ.
- Н.Р. РОМАНЕЦЬ «ЗАКОН ПРО П‘ЯТЬ КОЛОСКІВ»: ОСОБЛИВОСТІ ЗАСТОСУВАННЯ В УКРАЇНІ[neaktivna poveznica]